# Evangelische Arbeitsgemeinschaft für Kriegsdienstverweigerung und Frieden

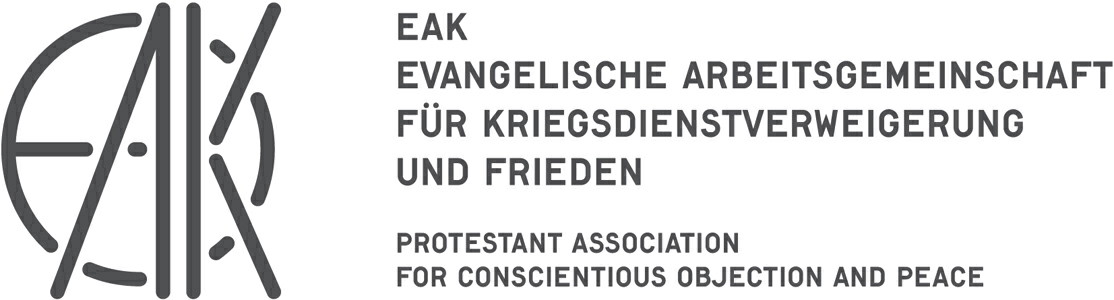
Logo der EAK

Die Evangelische Arbeitsgemeinschaft für Kriegsdienstverweigerung und Frieden (EAK) ist der Dach- und Fachverband derjenigen Beauftragten der evangelischen Landeskirchen und Freikirchen, die für Fragen der Kriegsdienstverweigerung (KDV) und Friedensarbeit zuständig sind. Darüber hinaus sind auch Organisationen der Jugend-, Friedens- und Versöhnungsarbeit im Raum der EKD Mitglied der EAK. Die EAK wird seit 2018 von einem Vorstandskollegium geleitet.

## Selbstverständnis
Der Verband ist eine Arbeitsgemeinschaft innerhalb der Evangelischen Kirche in Deutschland (EKD). Sie ist Teil der kirchlichen Friedensarbeit und beschäftigt sich somit auch mit Fragen der Friedenstheologie, Friedensethik, Friedens- und Gewissensbildung, Friedenspolitik und Friedenspädagogik.

## Geschichte
Der Verband gründete sich 1956 als „Evangelische Arbeitsgemeinschaft zur Betreuung der Kriegsdienstverweigerer“. Anlass war die Einführung der allgemeinen Wehrpflicht in Deutschland 1956 und die damit notwendig gewordene Unterstützung für Kriegsdienstverweigerer. Bis zur Aussetzung der allgemeinen Wehrpflicht war das Hauptbetätigungsfeld der EAK die Betreuung und Beratung von Kriegsdienstverweigerern. Auch nach der Aussetzung der allgemeinen Wehrpflicht 2011 berät die EAK  Soldaten, die den Kriegsdienst verweigern und aus der Bundeswehr aussteigen wollen. Darüber hinaus engagiert sich die EAK auch in anderen Bereichen der evangelischen Friedensarbeit. Um diesem Umstand Rechnung zu tragen, wurde die EAK im Jahr 2011 in „Evangelische Arbeitsgemeinschaft für Kriegsdienstverweigerung und Frieden“ umbenannt.
Vorsitzende
August Dahl (1957–1958)

Hans A. de Boer (1958–1959)

Eugen Stöffler (1959–1960)

Fritz Eitel (1960–1969)

Hermann Schäufele (1969–1971)

Martin Schröter (1971–1974)

Hermann Schäufele (1974–1979)

Manfred Zabel (1979–1980)

Joachim Ziegenrücker (1980–1989)

Wolf-Udo Smidt (1989–1994)

Johann (Jan) Niemöller (1995–1998)

Christoph Demke (1998–2006)

Walter Herrenbrück junior (2006–2012)

Christoph Münchow (2012–2018)

Vorstandskollegium (seit 2018)
Geschäftsführer
Alfred Bieber (1961–1971)

Ulrich Finckh (1971–1980)

Joachim Stoevesandt (1980–1982)

Günter Knebel (1982–2010)

Christian Julius Griebenow (2010–2012)

Maria Schiffels (geb. Baum) (2012–2020)

Wolfgang Max Burggraf (seit 2020, seit 2015 als Elternzeitvertreter)

## Arbeitsfelder
Neben der nach wie vor wichtigen Beratung von Kriegsdienstverweigerern engagiert sich die EAK auch in anderen Bereichen der evangelischen Friedensarbeit. Sie fördert den zivilen Friedensdienst und setzt sich für eine Politik des Friedens ein. Die Frage nach Gewissensbildung und Gewissensentscheidung ist für die EAK von grundlegender Bedeutung und so setzt sich die EAK unter anderem dafür ein, dass Friedensbildung in Schulen und Gemeinden einen Raum bekommt. Die EAK unterstützt und begleitet kritisch das, was in der EKD und in der Ökumenischen Kirche in der Friedensarbeit geschieht und bringt ihre Sicht in die Debatten, insbesondere um den Gerechten Frieden, ein. Die EAK bezieht sich dabei auf die Friedensdenkschrift des Rates der EKD „Aus Gottes Frieden leben – für gerechten Frieden sorgen“.

## Mitglieder
Mitglieder sind:
- Friedensbeauftragte der Gliedkirchen der EKD und der Freikirchen
- Arbeitsgemeinschaft der Evangelischen Jugend (aej)
- Evangelische Studierendengemeinde (ESG)
- Regionale Arbeitsgemeinschaften der EAK

## Kooperationen
Die EAK ist in ihrer Arbeit vernetzt mit anderen kirchlichen und nicht-kirchlichen Organisationen, die für Frieden und Gewaltfreiheit eintreten. Sie ist außerdem Mitglied in nationalen und internationalen Organisationen.
Mitglied ist die EAK unter anderem:
- Im Forum Ziviler Friedensdienst
- Im Europäischen Büro für Kriegsdienstverweigerung
- In Ohne Rüstung Leben (ORL)
- Im Bund für Soziale Verteidigung (BSV)
- In der Kooperation für den Frieden

Darüber hinaus arbeitet sie unter anderem eng mit den folgenden Institutionen und Organisationen zusammen:
- Konferenz für Friedensarbeit im Raum der EKD
- Friedensbeauftragter der Evangelischen Kirche in Deutschland (1. Friedensbeauftragter der EKD: Renke Brahms)
- Aktionsgemeinschaft Dienst für den Frieden (AGDF)

## Friedrich-Siegmund-Schultze-Förderpreis
Friedrich Siegmund-Schultze (1885–1969) war ein deutscher Theologe und einer der Pioniere der Friedensbewegung in Deutschland. Nach ihm ist der Friedrich-Siegmund-Schultze-Förderpreis benannt, der seit 1994 in unregelmäßigen Zeitabständen von der Evangelischen Arbeitsgemeinschaft für Kriegsdienstverweigerung und Frieden (EAK) für gewaltfreies Handeln verliehen wird.
Preisträger waren:
- 1994 das Antikriegszentrum Belgrad,
- 1995 die deutsche Sektion der Peace Brigades International
- 1997 die griechische und türkische Initiative von Kriegsdienstverweigerern
- 1998 die israelische Friedensgruppe Jesch Gvul
- 2001 Connection e.V.
- 2004 War Resisters’ International
- 2008 Military Counseling Network sowie Dorf der Freundschaft[5]
- 2014 Combatants for Peace[6]
- 2018 Eirene – Internationaler Christlicher Friedensdienst
- 2020 Arbeitskreis der Universität Köln für die Zivilklauselbewegung & Evangelische Studierendengemeinde Leipzig[7]